# イソノルーブル
イソノルーブル（欧字名:Isono Roubles、1988年3月13日 - 2013年12月7日）は、日本の競走馬、繁殖牝馬。
日本中央競馬会（JRA）に500万円で購入され、日高育成牧場で育成された抽せん馬としてデビュー。1991年、5戦5勝で桜花賞（GI）に到達し、1番人気に推されたが、右前脚の蹄鉄を履かずに出走して初黒星、民事訴訟に発展するイソノルーブル事件を誘発した。その後、優駿牝馬（オークス）（GI）で巻き返して優勝した。
500万円という安値、抽せん馬からの成り上がるというシンデレラストーリーに、靴を履かずに敗れた桜花賞から「裸足のシンデレラ」。それから靴を履いて優駿牝馬の栄冠に輝いたことから「京都で忘れた靴を東京でとりもどしたシンデレラ娘」と呼ばれた。
その他の勝ち鞍に、1991年の報知杯4歳牝馬特別（GII）。1990年のラジオたんぱ杯3歳牝馬ステークス（GIII）。

## 生涯

### デビューまで

#### 誕生までの経緯
北海道浦河町の能登牧場は、1956年、アラブ種の仔分けから競走馬生産を開始。当主の能登武徳、その妻と両親の4人で馬の世話を行う家族経営の牧場であった。当初は競走馬生産だけではなく、水田および乳用牛の飼育もこなしたが、開場9年目の1965年に競走馬生産だけで経営が成り立つようになった。その後しばらくは、仔分けの繁殖牝馬を中心に生産を行っていたが、能登は、自ら所有する繁殖牝馬の比率を増加させようと決意。1971年、大手のオンワード牧場が開催した繁殖牝馬の売却セールに参加し、空胎のキティオンワードを「牧場の基礎繁殖牝馬とすべく」（谷川善久）「当時の能登牧場としては大金の180万円」（阿部珠樹）で購入。能登は友人から考え直すよう諭されていたが、それを押し切って決断であった。
キティオンワードが能登牧場に移ってからは、1973年生産のナカハマオー（父:ハーケン）が地方競馬で5勝。1974年生産のゴールドマスター（父:バルバール）が、中央競馬で3勝のほかに1977年の毎日杯で3着となるなど活躍した。1979年には、当時のリーディングサイアーであったテスコボーイの種付け権利を入手したため、「自分の最良の牝馬」（阿部珠樹）であるキティオンワードに配合。1980年2月24日に産まれた牝馬は、馬主に貸し出して「キティテスコ」という名で競走馬デビューし、5戦未勝利。引退後のキティテスコは牧場に戻って繁殖牝馬となった。それから、初仔（父:リードワンダー）と2番仔（父:マンオブビィジョン）は、筋肉炎のためにいずれも不出走。このことから能登は、一時キティテスコの売却、放出も考えるようになっていたが、3番仔（父:ラシアンルーブル）の出来が良かったために牧場に留めることにした。しかしその3番仔は、デビュー寸前に厩舎で暴れ、腰を骨折して安楽死。さらに4年目は、ブレイヴェストローマンと交配するも、不受胎。キティテスコの4年目までの産駒は、おしなべてデビューすることができなかった。
5年目の1987年には、「3番仔（中略）はまずまずの出来だったものですから、それに望みをつないでもう一度おなじ配合を試みた（後略）」（能登武徳）ため、もしくは、過去に別の牝馬から産まれたラシアンルーブルの仔が「セリでよい値がついたことが忘れられなかった〔ママ〕」（阿部珠樹）ために、再びキティテスコにラシアンルーブルを交配した。1988年3月13日、4番仔にあたる鹿毛の牝馬（後のイソノルーブル）が誕生する。

#### 幼駒時代
産まれた仔を、能登は「（前略）全体に脚が長く見え、ちょっと線が細い感じがした。テスコボーイというよりは、父のラシアンルーブルがよく出たように思えました。ただ脚もとは丈夫だったし、小柄だけど、元気だけはよかったですね。〔ママ〕」と述懐している。出身牧場は小規模であり、実績のない両親は「地味」（阿部珠樹、谷川善久）だったことから、2歳の春まで買い手がつかなかった。これを受けて能登は、仔を2歳6月の特別市場に上場。日本中央競馬会（JRA）に特別市場が設定する最低価格の500万円で購買された。JRA馬事部でこの仔の購入に踏み切った時見明人は「小柄で、そんなに目立つ馬ではありませんでした。（中略）父のラシアンルーブルも、それほど多くなかったので、未知の魅力があった。（後略）」と述懐している。
その後は、JRAの日高育成牧場にて育成が施された。育成が進むにつれて、気性が激しくなり、馬事部から異動し育成牧場長となった時見は、仔の担当に「やさしい性格の人」を割り当てて、気性の改善に取り組ませた。1990年、3歳となると、同期の馬と縦に並んで調教を実施。通常は、牡馬が牝馬の背後をとって興奮し事故とならないように、先に牡馬を走らせ、牝馬がそれを追って縦列を形成していたが、仔は牡馬を複数頭追い越しをしてしまった。また、3月の関係者が集まる中で披露された縦列のキャンターでも、再び複数頭を追い抜いてしまっていた。
仔は、抽せんにより磯野俊雄の所有となり、磯野は自身の冠名「イソノ」を用いた「イソノルーブル」と命名。栗東トレーニングセンターの清水久雄厩舎に入厩した。しかし、調教を始めてまもなく、程度の軽い屈腱炎（エビ）を発症している。

### 競走馬時代

#### 3歳（1990年）
9月8日、中京競馬場の新馬戦（芝1000メートル）に五十嵐忠男が騎乗しデビュー。スタートに失敗したが、最終コーナーで先頭に立って突き放して先頭で入線。3歳レコードタイムで走破して初勝利を挙げた。その後は、橈骨の骨膜炎のため、調教を一時中断。続いては函館競馬場参戦の選択肢もあったが、11月17日、中京競馬場の3歳抽せん馬特別（500万円以下、ダート1400メートル）に出走。十分な調教ができないまま出走したが、後方に3馬身半の差をつけて逃げ切り先頭で入線。2連勝とした。

12月22日、京都競馬場のラジオたんぱ杯3歳牝馬ステークス（GIII）で重賞初出走、16頭中8番人気という評価であった。スタートから馬なりでハナを奪って逃げ、直線では先行勢を突き放して独走。重賞優勝馬のスカーレットブーケなどの追い上げを許さず、それらに3馬身半差をつけて入線。3連勝で、重賞初勝利となった。騎乗した五十嵐は次のように評している。
JRA賞表彰では、JRA賞最優秀3歳牝馬部門にて全180票中51票を集めたが、89票を集めた首位ノーザンドライバーの次点であった。

#### 4歳（1991年）
2月3日、エルフィンステークス（OP）で始動し、単勝オッズ1.3倍の1番人気で出走。スタートを決めてハナを奪うと、直線でも後方を寄せ付けず2馬身半差をつけて優勝し、4連勝とした。この五十嵐の騎乗では、スローペースの追走中に手綱を抑える姿を見せていたことから五十嵐は降板。代わりに「馬への評価が柔らかい」と評判だった松永幹夫と新コンビが結成した。続く3月17日、桜花賞のトライアル競走である報知杯4歳牝馬特別（GII）に松永と出走。通常、開催される阪神競馬場が改修工事中であったために中京競馬場芝1200メートルでの開催となり、単勝オッズ1.2倍、単枠指定制度の対象となった。好スタートから、最初の300メートルで先行する2頭を制し、ハナを奪い逃げた。直線でも後方勢の追い上げを許さず、後方に3馬身半差をつけて逃げ切り優勝。5連勝および重賞2勝目、優先出走権を取得し、無敗のまま桜花賞に参戦することとなった。
4月7日、桜花賞（GI）に出走。同じく阪神競馬場が改修工事中のため、京都競馬場芝1600メートルでの開催となり、単勝オッズ2.8倍の1番人気に推された。本馬場入場を経て発走地点に向かったが、右前脚を落鉄が判明。そこで、装蹄師が蹄鉄を再び装着させようとしたが、イソノルーブルが暴れてそれを拒否。担当厩務員、調教助手の福留幸蔵が厩舎に戻って蹄鉄を打ち直すよう要求したが、却下された。予定の発走時刻を過ぎる中、結局JRAは蹄鉄の装着を諦め、右前脚が裸足の状態で、予定より11分遅れて発走した。イソノルーブルはスタートから松永が積極的に追い出したことで2番手に位置したが、直線で全く伸びずに後退。勝利したシスタートウショウに9馬身差をつけられた5着、初黒星を喫した。清水によれば「装鞍所では落ち着いていい状態だった。それがパドックから本馬場入場の大歓声〔ママ〕で、いっぺんにおかしくなってしまった」と述懐している。梶山隆平によれば、落鉄の原因を本馬場入場時の観客による「喚声の集中砲火」であるとしており、同時に「馬は静かに迎えるという競馬観戦の、初歩的な心得を理解しないファンの増加は本当に困る。」と評した。
またこの落鉄について、落鉄の事実は競馬場内に告知されていたが、蹄鉄を履いていない状態のまま発走するという告知はなされないままであった。JRA審判部によれば「再三、打ち替えることを試みたが、馬が暴れて、どうしようもなかった。落鉄したままでも競走能力に影響しない、と判断した」と説明した。しかし、この説明に対し、マスコミなどは批判的な姿勢をとり、中にはJRAを相手取り民事訴訟を行う者もいた（詳細は、イソノルーブル事件を参照）。
JRAは、これを機に、馬場内の待機所につなぎ馬房を設置。さらにレーシングプログラムに「再装着が不可能な場合はそのまま発走させる場合がある」という記述を、免責事項の意味を兼ねて追加した。並びに何か事故が発生した場合は、発走前に告知するようになっている。

続いて5月19日の優駿牝馬（オークス）（GI）に参戦。出走にあたっては、体調不良説や、喚声がより大きくなる東京競馬場での開催、大外8枠20番からの発走などの負の要素が強調され、単勝オッズ12.1倍の4番人気で出走した。陣営は、前回の反省を踏まえてイソノルーブルの感じる喚声の音を小さくするために、耳当てのついたメンコを二重に着用。さらに、大観衆を目に入れないように視野を小さくするためのブリンカーを装着し、発走直前に外していた。
大外枠から先行してハナを奪い、以降は最初の1000メートル通過が61.7秒のスローペースを刻み、直線入り口ではスカーレットブーケ、ツインヴォイスが迫ってくるも先頭を守った。まもなく松永が仕掛けるとその2頭を突き放していたが、後方大外にいたシスタートウショウが末脚を見せて、追い上げを開始。最も内側で逃げ粘るイソノルーブルに並びかけたところが決勝線通過であった。決着は写真判定に委ねられたが、松永は勝利を確信しスタンド前でガッツポーズを披露した。写真判定の結果、イソノルーブルのハナ差先着が認められて優勝、1975年のテスコガビー以来16年ぶりとなる逃げ切り勝利、1978年の優駿牝馬優勝のファイブホープ以来となる抽せん馬によるクラシック優勝と相成った。またイソノルーブルおよび松永、清水にとって初のGI優勝であった。清水は「（前略）イレ込みは桜花賞の時の半分以下でしたから。落ち着いてさえいればこの距離でもバテる馬じゃないと思っていたし、流れも理想的でした。」と述懐している。
夏は、函館競馬場の青函ステークス（OP、芝1200メートル）への出走を目指して、現地に入厩するも、出走することなく、秋のエリザベス女王杯（GI）に直行。スタートから2番手に位置するも、直線で失速して16着敗退、翌日に右前種子骨靭帯炎の発症が判明した。その後は、福島県いわき市の競走馬総合研究所常盤支所の「馬の温泉」で復帰に向けて療養を続けたが、復帰することなく競走馬登録を抹消し、引退した。
この年のJRA賞表彰では、JRA賞最優秀4歳牝馬部門にて全176票中33票を集め、109票を集めて受賞したシスタートウショウの次点となった。

### 繁殖牝馬時代
引退後は、北海道浦河町の村下農場で繁殖牝馬となり、2007年までに11頭を生産した。初仔のイソノウイナー（父:クリスタルグリッターズ）がガーネットステークスで2着したのが最高であった。2008年から2011年にかけて3年連続不受胎となったのを最後に、繁殖牝馬を引退。その後は、村下農場にて功労馬として繋養された。2013年12月7日、老衰により25歳で死亡。
2002年生産の8番仔イソノスワロー（父:デヒア）は繁殖牝馬となり、生産した2番仔のモンストール（父:アドマイヤマックス）は、2011年の新潟2歳ステークス（GIII）を優勝している。2024年にはイソノスワローの孫のミヤギシリウスが水沢のウイナーカップを制している。

## 競走成績
以下の内容は、netkeiba.comおよびJBISサーチに基づく。
| 競走日     | 競馬場 | 競走名                 | 格   | 距離 （馬場） | 頭 数 | 枠 番 | 馬 番 | オッズ （人気） | 着順 | タイム （上り3F） | 着差 | 騎手        | 斤量 [kg] | 1着馬 （2着馬）        | 馬体重 [kg] |
| ---------- | ------ | ---------------------- | ---- | ------------- | ----- | ----- | ----- | --------------- | ---- | ----------------- | ---- | ----------- | --------- | ---------------------- | ----------- |
| 1990.09.08 | 中京   | 3歳新馬                |      | 芝1000m（良） | 5     | 2     | 2     | 002.20（1人）   | 01着 | R0-58.4（34.7）   | -0.1 | 0五十嵐忠男 | 53        | （スイートベンテン）   | 444         |
| 0000.11.17 | 京都   | 3歳抽せん馬特別        | 5下  | ダ1400m（良） | 10    | 2     | 2     | 009.50（5人）   | 01着 | 01:27.3（38.6）   | -0.6 | 0五十嵐忠男 | 54        | （スピンカラー）       | 436         |
| 0000.12.22 | 京都   | ラジオたんぱ杯3歳牝馬S | GIII | 芝1600m（良） | 16    | 4     | 8     | 019.10（8人）   | 01着 | 01:35.0（36.1）   | -0.6 | 0五十嵐忠男 | 53        | （スカーレットブーケ） | 436         |
| 1991.02.03 | 京都   | エルフィンS            | OP   | 芝1600m（良） | 7     | 3     | 3     | 001.30（1人）   | 01着 | 01:36.5（34.7）   | -0.4 | 0五十嵐忠男 | 54        | （セフティールイーズ） | 434         |
| 0000.03.17 | 中京   | 報知杯4歳牝馬特別      | GII  | 芝1200m（稍） | 11    | 4     | 4     | 001.20（1人）   | 01着 | 01:09.8（36.2）   | -0.6 | 0松永幹夫   | 54        | （トーワディステニー） | 430         |
| 0000.04.07 | 京都   | 桜花賞                 | GI   | 芝1600m（稍） | 18    | 4     | 7     | 002.80（1人）   | 05着 | 01:35.2（37.5）   | -1.4 | 0松永幹夫   | 55        | シスタートウショウ     | 434         |
| 0000.05.19 | 東京   | 優駿牝馬               | GI   | 芝2400m（良） | 20    | 8     | 20    | 012.10（4人）   | 01着 | 02:27.8（35.6）   | -0.0 | 0松永幹夫   | 55        | （シスタートウショウ） | 440         |
| 0000.11.10 | 京都   | エリザベス女王杯       | GI   | 芝2400m（良） | 18    | 4     | 7     | 004.80（2人）   | 16着 | 02:32.7（39.8）   | -3.1 | 0松永幹夫   | 55        | リンデンリリー         | 454         |

- 表中のRは、レコードタイムを示す。

## 繁殖成績
|        | 生年   | 馬名             | 性 | 毛色   | 父                     | 馬主                               | 戦績    | 供用     | 出典   |
| ------ | ------ | ---------------- | -- | ------ | ---------------------- | ---------------------------------- | ------- | -------- | ------ |
|        | 1993年 |                  |    |        | オグリキャップ         |                                    |         |          | [ 26 ] |
| 初仔   | 1994年 | イソノウイナー   | 牡 | 栗毛   | クリスタルグリッターズ | 磯野俊雄                           | 52戦6勝 | 抹消     | [ 30 ] |
| 2番仔  | 1995年 | イソノサンダー   | 牡 | 栗毛   | リンドシェーバー       | 磯野俊雄 →臼井勇                   | 23戦4勝 | 抹消     | [ 31 ] |
| 3番仔  | 1996年 | イソノブレーヴ   | 牡 | 黒鹿毛 | ダンシングブレーヴ     | 磯野俊雄 →臼井勇                   | 38戦3勝 | 抹消     | [ 32 ] |
| 4番仔  | 1997年 | イソノフラワー   | 牝 | 栗毛   | ヘクタープロテクター   | 臼井勇                             | 不出走  | 繁殖牝馬 | [ 33 ] |
| 5番仔  | 1998年 | イソノキセキ     | 牝 | 栗毛   | フジキセキ             | 磯野俊雄 →臼井勇 →磯野俊雄 →臼井勇 | 31戦4勝 | 繁殖牝馬 | [ 34 ] |
| 6番仔  | 1999年 | イソノフォーティ | 牝 | 黒鹿毛 | フォーティナイナー     | 磯野俊雄 →臼井勇                   | 30戦4勝 | 繁殖牝馬 | [ 35 ] |
|        | 2000年 | 不受胎           |    |        | トニービン             |                                    |         |          | [ 25 ] |
| 7番仔  | 2001年 | イソノサクセス   | 牡 | 黒鹿毛 | ジェネラス             | 磯野俊雄                           | 35戦1勝 | 抹消     | [ 36 ] |
| 8番仔  | 2002年 | イソノスワロー   | 牝 | 鹿毛   | デヒア                 | 磯野俊雄 →岩崎僖澄 →磯野俊雄       | 15戦4勝 | 繁殖牝馬 | [ 37 ] |
|        | 2003年 | 不受胎           |    |        | ボストンハーバー       |                                    |         |          | [ 25 ] |
| 9番仔  | 2004年 | チェイルリー     | 牝 | 鹿毛   | ジャングルポケット     | （有）ターフ・スポート →村下文夫   | 13戦1勝 | 繁殖牝馬 | [ 38 ] |
| 10番仔 | 2005年 | イソノホウオウ   | 牡 | 鹿毛   | リンドシェーバー       | 磯野俊雄 →岩崎僖澄 →磯野俊雄       | 13戦4勝 | 抹消     | [ 39 ] |
|        | 2006年 | 不受胎           |    |        | ジェニュイン           |                                    |         |          | [ 25 ] |
| 11番仔 | 2007年 | イソノヒビキ     | 牝 | 青鹿毛 | フサイチコンコルド     | 磯野俊雄                           | 不出走  |          | [ 40 ] |
|        | 2008年 | 不受胎           |    |        | マイネルラヴ           |                                    |         |          | [ 25 ] |
|        | 2009年 | 不受胎           |    |        | バブルガムフェロー     |                                    |         |          | [ 25 ] |
|        | 2010年 | 不受胎           |    |        | マーベラスサンデー     |                                    |         |          | [ 25 ] |

## 血統表
| イソノルーブルの血統                           | イソノルーブルの血統                                   | イソノルーブルの血統                                   | （血統表の出典）                                       | （血統表の出典） |
| 父系                                           | ニジンスキー系                                         | ニジンスキー系                                         | ニジンスキー系                                         | [ § 2 ]          |
| 父 *ラシアンルーブル Russian Roubles 1980 鹿毛 | 父の父Nijinsky 1967 鹿毛                               | Northern Dancer                                        | Nearctic                                               | Nearctic         |
| 父 *ラシアンルーブル Russian Roubles 1980 鹿毛 | 父の父Nijinsky 1967 鹿毛                               | Northern Dancer                                        | Natalma                                                |                  |
| 父 *ラシアンルーブル Russian Roubles 1980 鹿毛 | 父の父Nijinsky 1967 鹿毛                               | Flaming Page                                           | Bull Page                                              | Bull Page        |
| 父 *ラシアンルーブル Russian Roubles 1980 鹿毛 | 父の父Nijinsky 1967 鹿毛                               | Flaming Page                                           | Flaring Top                                            |                  |
| 父 *ラシアンルーブル Russian Roubles 1980 鹿毛 | 父の母Squander 1974 鹿毛                               | Buckpasser                                             | Tom Fool                                               | Tom Fool         |
| 父 *ラシアンルーブル Russian Roubles 1980 鹿毛 | 父の母Squander 1974 鹿毛                               | Buckpasser                                             | Busanda                                                |                  |
| 父 *ラシアンルーブル Russian Roubles 1980 鹿毛 | 父の母Squander 1974 鹿毛                               | Discipline                                             | Princequillo                                           | Princequillo     |
| 父 *ラシアンルーブル Russian Roubles 1980 鹿毛 | 父の母Squander 1974 鹿毛                               | Discipline                                             | Lady Be Good                                           |                  |
| 母 キティテスコ 1980 芦毛                      | 母の父*テスコボーイ Tesco Boy 1963 黒鹿毛              | Princely Gift                                          | Nasrullah                                              | Nasrullah        |
| 母 キティテスコ 1980 芦毛                      | 母の父*テスコボーイ Tesco Boy 1963 黒鹿毛              | Princely Gift                                          | Blue Gem                                               |                  |
| 母 キティテスコ 1980 芦毛                      | 母の父*テスコボーイ Tesco Boy 1963 黒鹿毛              | Suncourt                                               | Hyperion                                               | Hyperion         |
| 母 キティテスコ 1980 芦毛                      | 母の父*テスコボーイ Tesco Boy 1963 黒鹿毛              | Suncourt                                               | Inquisition                                            |                  |
| 母 キティテスコ 1980 芦毛                      | 母の母キティオンワード 1968 芦毛                       | *ナスアロー Abou Ben Adhem                             | Nasrullah                                              | Nasrullah        |
| 母 キティテスコ 1980 芦毛                      | 母の母キティオンワード 1968 芦毛                       | *ナスアロー Abou Ben Adhem                             | Love Game                                              |                  |
| 母 キティテスコ 1980 芦毛                      | 母の母キティオンワード 1968 芦毛                       | *モウテイ Moty                                         | Migoli                                                 | Migoli           |
| 母 キティテスコ 1980 芦毛                      | 母の母キティオンワード 1968 芦毛                       | *モウテイ Moty                                         | La Li                                                  |                  |
| 母系(F-No.)                                    | モウテイ(GB)系(FN:14-a)                                | モウテイ(GB)系(FN:14-a)                                | モウテイ(GB)系(FN:14-a)                                | [ § 3 ]          |
| 5代内の近親交配                                | Nearco5×5・5、Nasrullah4・4（母内）、Menow5・5（父内） | Nearco5×5・5、Nasrullah4・4（母内）、Menow5・5（父内） | Nearco5×5・5、Nasrullah4・4（母内）、Menow5・5（父内） | [ § 4 ]          |
| 出典                                           | 1. 2. 3. 4.                                            | 1. 2. 3. 4.                                            | 1. 2. 3. 4.                                            | 1. 2. 3. 4.      |